# Петрилів
Петри́лів — село Тлумацької міської громади Івано-Франківського району Івано-Франківської області.
Відповідно до Розпорядження Кабінету Міністрів України від 12 червня 2020 року № 714-р «Про визначення адміністративних центрів та затвердження територій територіальних громад Івано-Франківської області» увійшло до складу Тлумацької міської громади.

## Географія

### Географічне розташування
Село розташоване на лівому березі Дністра, у мальовничому куточку Івано- Франківської області, за 30 км від центру громади та 43 км від залізничної станції Івано-Франківськ.
Територіально село ділиться на частини, які мають наступні назви: Ріпники, Забиче, Гора, Кут, Пастівник, Пісок, Мазлі.

### Ландшафт
За рельєфною складовою село ділиться на дві частини: одна знаходиться на дні Дністровського каньйону інша на його схилі, тобто над каньйоном (узвишшя), звідки відкривається чудовий краєвид.
Дане узвишшя називається Новосільськими Горами, бо розташоване в районі сіл Новосілка і Петрилів

## Історія
Кожне місто, містечко, село нашої області має свою неповторну історію, переважно невідому навіть більшості його жителів. Історичним джерелом для опису цього населеного пункту виступила книга: Історія міст і сіл Української РСР в 26 томах. — Івано-Франківська область / Голова редколегії О. О. Чернов. — К.: Інститут Історії Академії Наук УРСР, 1971. — С. 605.
При проведенні археологічних розкопок поблизу села, виявлено поховання часів пшеворської культур.
Перша письмова згадка про село відноситься до 1441 року. За легендою, назва села походить від першого поселенця Петра. За іншими даними мешканець села, Петро, був великим боржником і втік з села, і цей край називали Петровим, а пізніше і появилася сучасна назва села: Петрилів.
8 січня 1437 року в галицькому суді розглядалася справа між Врбанусом з Буковно і Анною Розумковою з Петрилова.
У податковому реєстрі 1515 року в селі документується піп (отже, уже тоді була церква) і 13 ланів (близько 325 га) оброблюваної землі.
В 1922 році жителі Петрилова бойкотували вибори до польського сейму і сенату. Тут не голосував жоден виборець села. В Петрилові діяла організація КПЗУ, її очолював С. М. Кульбаба.
У 1934—1939 рр. село входило до об'єднаної сільської ґміни Ніжнюв Тлумацького повіту.
У 1939 році в Петрилові проживало 2 440 мешканців, з них 2 405 українців-грекокатоликів, 20 українців-римокатоликів, 5 поляків і 10 євреїв
За даними облуправління МГБ у 1949 р. в Тлумацькому районі підпілля ОУН найактивнішим було в селах Братишів і Петрилів. 7 лютого 1950 року в урочищі «Посіч» загинули п'ятеро вояків ОУН–УПА: петрилівці станичний ОУН Іван Олексійович Лядецький («Ключик») і керівник боївки Тлумацького надрайпроводу Григорій Овод («Василь») та троє уродженців села Милування.
У селі також знаходилася центральна садиба колгоспу ім. Шевченка. Колгосп мав 1388 га земельних угідь. Спеціалізувався на тваринництві. В селі працювали цегельний і кахельний заводи. У 1967 році колгоспу присуджено перехідний Червоний прапор Міністерства сільського господарства СРСР та ЦК профспілки робітників і службовців сільського господарства та заготівель з видачею грошової премії. Мешканці села Ланкова Д. та І. Дзюба були делегатами III Всесоюзного з'їзду колгоспників.

## Сучасність
Працюють навчально-виховний комплекс, клуб, бібліотека, амбулаторія, відділення зв'язку.

## Туризм
Протягом двох останніх десятиліть в Петрилові природа повернула собі значну площу, завдяки процесу урбанізації та міграції. Люди, які населяють село, і на дні і на одній із двох стін каньйону спостерігають зовсім не схожі краєвиди. Одна стіна каньйону помістила будиночки і лісові ущелини. Інша стіна піднімається на 75 метрів, огинаючи, Дністер утворює меандр. На дні каньйону вербові засадження утворили унікальну біосистему заселеними тваринами та рослинами.

## Визначні пам'ятки і місця
- Біля Дністра в урочищі «Дурний кут» збереглася криївка, де переховувались воїни УПА.
- Збереглися будинок і подвір'я, де народився і виріс Микола Твердохліб — полковник «Грім», командир ВО «Говерля», полковник УПА. Щорічно 17 травня біля пам'ятника героя в центрі села проходить мітинг-реквієм до дня його загибелі.
- Меморіальний комплекс пам'яті борцям за волю України.
- В селі є погруддя Т. Г. Шевченка.
- В селі збережена пам'ятка культурної спадщини — дерев'яна церква святих Косми і Дем'яна, споруджена в 1889 року. Поряд з храмом збудована дзвіниця. Первинні розписи церкви втрачені і замінені новими з кінця XX — поч. XXI ст.

## Відомі люди

### Народилися
- Твердохліб Микола (псевдо: Грім) (1911 (?1914) — † 17 травня 1954, поблизу с. Зелена, Надвірнянський район, Івано-Франківська область) — полковник УПА, командир ВО-4 «Говерля».
- Дмитро Дзьоба—"Сурмач" (*1921 — †21 травня 1946, Новий Люблинець) — провідник земель північної Перемишльщини і Ярославщини[8].
- Дмитро Онищук («Хвиля», «Гарт») — голова «Просвіти» й обласний референт ОУН (1902—1948).

### Пов'язані з Петриловим
Тут виріс * Небір Володимир (03 червня 1992 року с. Братишів Івано-Франківської області) — медик-революціонер, герой Майдану та Війни на сході України, кавалер ордену «За мужність».